# Cocijo

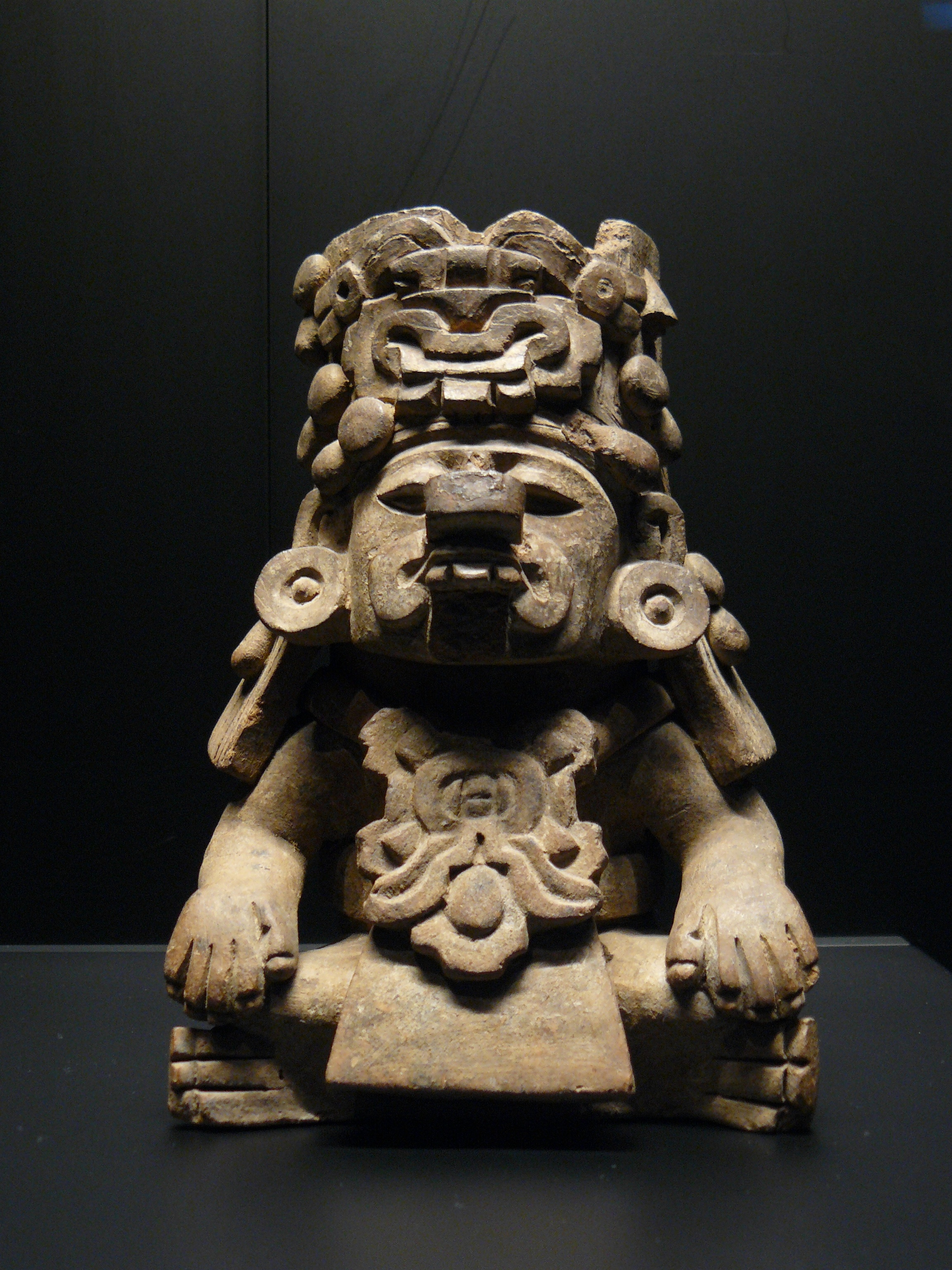
Parigi, Musée du quai Branly, urna in terracotta del dio Cocijo.

Cocijo era la divinità zapoteca dei fulmini, del tuono e della pioggia.